# Carles Ros i Hebrera
Carles Ros i Hebrera   (València, 4 de novembre de 1703 - València, 6 d'abril de 1773) fou un notari que es dedicà a defensar i promoure el valencià per facilitar-ne el coneixement pràctic i profund. És considerat un dels precursors de la Renaixença literària valenciana.

## Biografia
Carles Ros nasqué el 1703 a la ciutat de València, fill del notari Vicente Ros i Manuela Hebrera, un matrimoni catòlic. Fou batejat a l'església parroquial de Sant Nicolau.
Estudià a la Universitat de València per obtenir el títol de notari apostòlic, seguint la tradició de la seva família (el seu avi també fou notari), el qual aconseguí el 1733. Durant els seus anys d'universitat conegué i formà amistat amb Tomás Ródenas, que fou professor seu i l'influencià a estudiar la carrera de lletres una vegada acabada la de notari. Ródenas explica en Epítome del Origen y las Grandezas del Idioma Valenciano (1734) que Ros ja demostrava interès per les lletres durant la seva primera carrera. Ell en dona testimoni, ja que havia estat a prop seu a les aules de la Gramàtica de la Universitat.
L'any 1740 obtingué el títol d'escrivà reial i públic, però el seu temperament una mica bohemi i la seva facilitat per emmalaltir provocaren que el seu nou ofici no prosperés. La pobresa l'acompanyà en la totalitat de la seva vida, però sempre tingué suport per part de personalitats de l'època, com Juan Collado, entre d'altres. En un protocol seu conservat en l'Arxiu del Col·legi del Patriarca, Ros escrigué de manera autobiogràfica la data en què aconseguí el títol d'escrivà, el 5 de setembre de 1740, i va afegir que durant aquell any no passà davant seu cap escriptura pública, verificant el seu fracàs inicial. Durant els anys següents (1741 i 1742) tampoc va realitzar cap treball, ni com a escrivà ni com a notari, atès que no consta pas cap document notarial autoritzat o firmat per ell.
Després de passar molts anys sense èxit laboral, l'any 1754 demanà a Gregori Maians i Siscar que el recomanés al nou duc de Barcelona, Ascensi Sales, perquè l'acceptés com a criat. Desafortunadament, l'il·lustrat valencià Siscar ignorà la petició i Ros no aconseguí la feina. Morí solter (ja que mai es va casar) a la ciutat de València durant l'any 1773, a l'edat de setanta anys. Fou enterrat en el cementiri de l'església de la Santa Creu.

## Obres

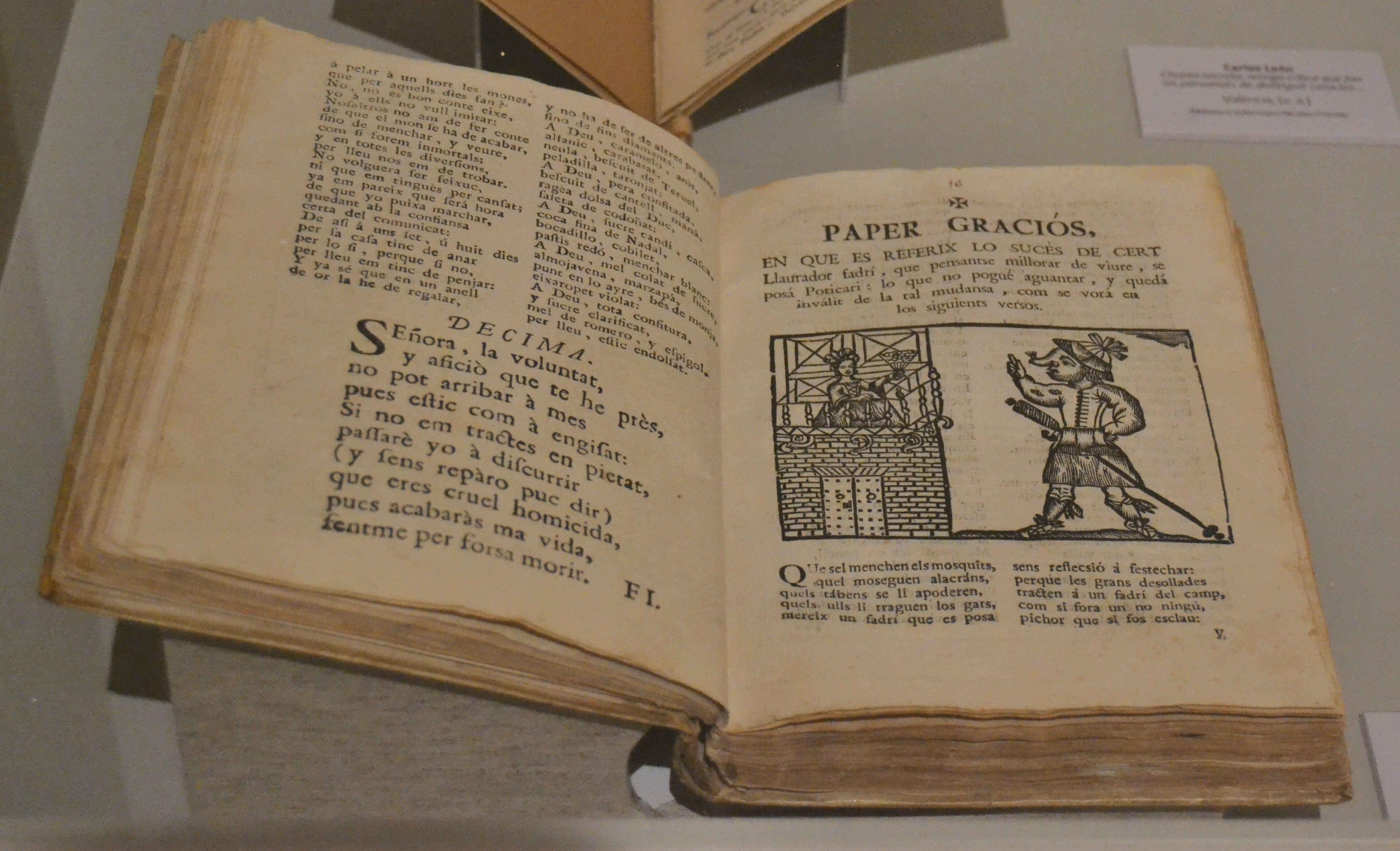
Paper graciós de Carles Ros, Biblioteca Valenciana

L'activitat lexicogràfica que dugué a terme Carles Ros va ser la més important que es va impulsar a València durant el segle xviii. Davant el desolador panorama sociopolític del segle, en el qual hi va haver la supressió dels Furs de València, la promulgació dels Decrets de Nova Planta al Regne de València i al Principat de Catalunya i, sobretot, les prohibicions de Carles III, en les quals desterrava la llengua catalana dels centres d'ensenyament, l'autor va dur a terme tota una tasca d'elaboració de diccionaris i vocabularis amb l'interès cultural propi del segle de la Il·lustració.
Carles Ros, a banda de la tasca lexicogràfica que va dur a terme i que el va portar a publicar diversos diccionaris, també fou autor de diversos sonets, rahonaments, parlaments (gènere literari utilitzat per Ros en el qual diversos personatges exposen les seves opinions en vers o en prosa), romanços, col·loquis i goigs (els quals destaquen per la seva diversa temàtica: religiosos, profans, seriosos, humorístics...); de tractats d'orientació de notaris, i editor del Libre de les dones e consells de Jacme Roig (1735) i de la Rondalla de rondalles de fra Lluís Galiana (1768). Ros també publicà obres en què practicava el culte del monosil·labisme; va compondre el Raro diccionario valenciano-castellano, único y singular, de voces monosílabas, el qual encara està inèdit a l'Ajuntament de València.
Cal destacar, en referència al treball lexicogràfic que va dur a terme l'autor, dues obres amb certes característiques importants. En primer lloc, el Breve diccionario valenciano-castellano, publicat l'any 1739 a la ciutat de València, diccionari que recollia més de dos mil mots rars i antiquats, extrets de fonts com el vocabulari que Joan de Resa posà a l'edició castellana de les Obres d'Ausiàs March; i la Taula de les paraules difícils que acompanya l'edició de 1557 de la Crònica de Jaume I, entre d'altres. Tanmateix, malgrat aquestes obres en les quals es va basar, va cometre el greu error de fer passar com a valencianes paraules de la germania castellana o de l'àrab granadí que apareixien als glossaris dels Orígenes de la lengua española (1737) de Gregori Maians i Siscar.
Per altra banda, el Diccionario valenciano-castellano que va publicar l'any 1764, molt més extens que l'anterior però a la vegada totalment nou i diferent, representa un progrés notable respecte al diccionari que ja hem esmentat, perquè a banda de recollir els mots antics que a ell li semblava que eren genuïns del valencià, va recollir-hi també els mots de la llengua contemporània de la ciutat de València.
Carles Ros assolí un gran èxit com a escriptor en valencià vulgar, i els seus romanços i col·loquis tingueren una gran difusió i feren escola. Personalment se sentia integrat en l'estament popular valencià i rebutjava les modes franceses que tant seguien els nobles i burgesos més rics. Com s'ha dit anteriorment, va ser pobre tota sa vida, i malgrat això, es va fer editor.

## Obres publicades
En castellà
- Epítome del origen y grandezas del idioma valenciano (1734)
- Cualidades y blasones de la lengua valenciana (1752)
- Práctica de ortografía para los idiomas castellano y valenciano (1732)
- Breve diccionario valenciano castellano (1739)
- Diccionario valenciano castellano (1764)
- Formularios de escrituras publicas (1773)
- Cartilla real, theorica practica, segun leyes reales de Castilla, para escrivanos
- Corrección de vozes y phrases que el vulgo de Valencia, ùsa en su matèrno idioma
- La Procesión del Corpus de Valencia en el siglo XVIII
- Ràro diccionàrio valenciàno-castellano, ùnico, y singulàr, de vòzes monosylabas

En català
- Tractat d'adagis i refrans (1733)
- Romance entretingut hont se reciten les fatigues y treballs que passen los casats curts de havèrs : declarant quant y a quina edat es poden casar los pobres, que per als richs tota hora és bona (1750)
- Rahonament y coloqui nou en lo qual un llaurador li declara son amor a una dama chispera, requebrantla per molts camins per veure si pot llograrla per muller y al mateix temps li proposa son saber, maña y habilitat / compost per un boticari de manegueta, barber de barber y doctor de secà
- Coloqui nou, curios, y entretengut, hon se referixen l'explicació de les Dances, Mysteris, Aguiles, y altres coses exquisites, tocants à la gran Festa del Corpus que es fa en Valencia (1772)

Atribuïdes
- Tito Bufalampolla y Sento el formal, habent oït llegir el rahonament del Pardal Sisó y el Dragó del Colegi, determinà aquell anar a Sant Joan a fi de averiguar si el dit Sisó li respondrà à les preguntes que vol ferli, y en efecte donà conte de lo que sucseí quan tornà al puesto del campanile, y altres coses